# 27923 Dimitribartolini
27923 Dimitribartolini è un asteroide della fascia principale. Scoperto nel 1996, presenta un'orbita caratterizzata da un semiasse maggiore pari a 3,1634083 au e da un'eccentricità di 0,1642944, inclinata di 1,44821° rispetto all'eclittica.